# Józef Anaklet González Flores
Józef Anaklet González Flores, hiszp. Anacleto González Flores (ur. 13 lipca 1888 w Tepatitlán, zm. 1 kwietnia 1927 w Guadalajarze) – meksykański błogosławiony Kościoła katolickiego.

## Życiorys
Był drugim z dwanaściorga dzieci Walentego González Sánchez i Marii Flores Navaho. Został ochrzczony kilka dni po narodzinach. Rozpoczął naukę prawa w Escuela Libre de Derecho w Guadalajarze i w 1922 roku został adwokatem. Stał się działaczem i liderem katolickiego stowarzyszenia młodzieży w Meksyku i założył magazyn La Palabra. Był założycielem i prezesem Ludowego Związku UP. W 1926 roku, na wieść o zabójstwie czterech członków katolickiego stowarzyszenia młodzieży meksykańskiej, wstąpił do Krajowej Ligi Obrony Wolności Religijnej.
Po torturach został stracony w dniu 1 kwietnia 1927 roku. Nie zdradził żadnych informacji, a przed śmiercią wybaczył swoim oprawcom.

## Kult
Relikwie znajdują się w sanktuarium Matki Bożej z Guadalupe w Guadalajarze.
Beatyfikował go papież Benedykt XVI, w grupie trzynastu męczenników meksykańskich, w dniu 20 listopada 2005 roku.
Wspomnienie liturgiczne obchodzone jest w dies natalis (1 kwietnia).